# Ugjen Vangčuk
Gongsar Ugjen Vančuk (Dzongkha|ཨོ་རྒྱན་དབང་ཕྱུག, Wylie: o rgyan dbang phyug, 11. junij 1862 – 26. avgust 1926) je bil prvi Druk Gjalpo (Kralj Butana) od 1907–1926. Za časa njegovega življenja je naredil mnogo za združitev države in dobil zaupanje Butancev.

## Življenje

### Bojevita mladost
Ugjen Vangčuk se je rodil v Vangdučoling palači, v Bumtangu leta 1862 in umrl leta 1926 v  Tinlej Rabten palači, v Fodrangu. Oba kraja sta v  "Čoekor" dolini v Bumtangu. Kralj Ugjen Vangčuk je bil državnik, ki je imel dolgoročni pogled in strateg. Bil je tudi vesten sledilec Budizma, še posebej v njegovih zrelih letih.
Bil je vajenec na dvoru guvernerja  Druk Desija Džigme Namgjala (njegovega očeta), ko se je izučil umetnosti vodenja in vojskovanja v ranem otroštvu. Ker je odraščal v bojevitem obdobju, je bil Ugjen Vangčuk izurjen kot sposoben bojevnik. Ko je imel 17 let, je poveljeval svojim enotam v boju proti 20. Penlopu (guvernerju) Čevangu Norbu. Ko je bil Ugjen Vangčuk star komaj 21. let, mu je umrl oče guverner (Desi) Džigme Namgjel, ki mu je prepustil vlogo vodje v državi. Leta 1885, po smrti svojega očeta, ko je imel 23 let, je vodil vojsko, ki je štela 2400 vojakov v številnih bojih, ki so kulminirali v Čanglimitangu. Ta bitka pri Čanglimitangu leta 1885 je bila zadnja državljanska vojna v Butanu. Ugjen Vangčuk je uporabil tudi svoje diplomatske veščine in prišel do zmage ter obnovil mir in red v življenju Butancev.

### Ustanovitev Budistične monarhije
Butanu je vladalo zaporedoma 57 guvernerjev  Druk Desijev v 256 letih odkar je bila ustanovljena Budistična monarhija. Ugjen Vangčuk je ustanovil monarhijo leta 1907, čeprav je bil bolj ali manj vladar že celo desetletje. V britanskih virih se ga omenja kot 12. Trongsa Penlop – t. j. vladar Butana. 17. decembra 1907 je bil guverner (penlop) Trongse Ugjen Vangčuk soglasno izvoljen, kot predstavnik ljudstva, uradnikov in klerikov kot prvi dedni kralj Butana v gradu Punaka. Britanski politični uradnik, Sir Claude White (1853–1918), je predstavljal Britansko vlado na ceremonijalu kronanja. Od takrat se 17. december proslavja kot  Nacionalni praznik Butana. Ugjen Vangčuk je bil človek vizije in izkušen diplomat, ki je uspešno obnovil dolgo časa napete odnose med britansko Indijo in Butanom. Tako je leta 1904 kot pogajalec spremljal britanskega oficirja Younghusbanda v Tibet. Kot znak hvaležnosti za njegove storitve je dobil tudi odlikovanje Britanske indijskega imperija reda viteškega komandorja.
Gongsa Ugjen Vangčuk je bil simbol pogumnosti, diplomacije, sočutja, miru, državnosti in modrosti.

### Zahodne šole
Kralj Ugjen si ni samo prizadeval za širitev samostanskega izobraževanja. Po obisku Kalkute in Delhija, je pričel ustanavljati šole. Prvo šolo je ustanovil v Lame Goenpa v Vangdučolingu s 14 butanskimi učenci iz vzhodnega in zahodnega Butana. Kasneje se je število učencev povečalo na 46. Po tem pa so bili študenje poslani v misijonske šole v Kalimpong. Ti študentje so postali pomembni uradniki v 1930-tih in 1940-tih. Kralj Ugjen je poleg zahodnega izobraževanja, krepil tudi  darma v Butanu.

### Smrt
Umrl je leta  1926, ko je imel 64 let, v Fodrangu v palači Tinlej Rabten.

## Lista Druk Gjalp
Dedni Zmajevi kralji Butana:
- Ugjen Vangčuk (Wangchuck) (1. Druk Gjalpo)
- Džigme Vangčuk (2. Druk Gjalpo)
- Džigme Dordži Vangčuk (3. Druk Gjalpo)
- Džigme Singje Vangčuk (4. Druk Gjalpo)
- Džigme Kesar Namgjel Vangčuk (5. Druk Gjalpo)